# Linières-Bouton
Linières-Bouton è un comune francese di 98 abitanti situato nel dipartimento del Maine e Loira nella regione dei Paesi della Loira.

## Società

### Evoluzione demografica
Abitanti censiti